# Samt-Täubling
Der Samt-Täubling (Russula amoena) ist ein Pilz aus der Familie der Täublingsverwandten. Der Täubling hat einen karminroten bis violetten, matt samtigen Hut und zumindest im Alter einen deutlichen Krabben- oder Heringsgeruch. Ein gutes makrochemisches Merkmal ist auch die lebhaft purpurrote bis purpurbraune Phenolreaktion. Weitere Namen für diesen Pilz sind Samtiger Brätlings-Täubling und Schöner Täubling.

## Merkmale

### Makroskopische Merkmale
Der Hut ist 2–6 cm breit, in der Jugend konvex, dann ausgebreitet und in der Mitte oft eingedellt bis leicht trichterförmig. Der Rand ist im Alter ausgebreitet bis leicht hochgebogen und rissig. Farblich ist der Hut sehr variabel, meist zwischen karminrot und violett, aber auch rotbraun, purpurn oder auch mit wolkigen Violett- oder Grüntönen. Zumindest anfangs ist die Huthaut feinsamtig und matt. Sie lässt sich recht einfach abziehen.
Die Lamellen sind blass cremefarben bis ockergelb, ziemlich schmal und spröde. Sie stehen vergleichsweise gedrängt und sind direkt am Stiel oft gegabelt. Die Lamellenschneiden können auch rosa verfärbt sein.
Der schlanke und zylindrisch geformte Stiel ist 3–6 cm lang und 0,5–2 cm breit und an der Basis oft verschmälert. Er ist weißlich, aber meist rosa bis lila überlaufen und hell bereift. Nur sehr selten ist er ganz weißlich.
Das Fleisch ist weißlich und brüchig und riecht zumindest im Alter leicht heringsartig. Der Geschmack ist mild. Das Sporenpulver ist hell cremefarben.

### Mikroskopische Merkmale
Die breit-elliptischen Sporen sind 6–8 µm lang und 6–7 µm breit. Sie sind ziemlich grobwarzig, kristuliert bis teilweise netzig. Die Warzen werden bis 0,8 µm hoch. Die Cheilozystiden auf der Lamellenschneide sind 40–80(100) µm lang und 6–7,5 µm breit. Pleurozystiden auf den Lamellenflächen sind  30–45(55) µm lang und 6–8(10) µm breit und meist sehr selten oder fehlen ganz. Sie sind unregelmäßig zylindrisch geformt.

## Ökologie
Wie alle Täublinge ist der Samttäubling ein Mykorrhizapilz, der mit verschiedenen
Laub- und seltener auch mit Nadelbäumen eine Symbiose eingeht. Er bevorzugt dabei Eichen, gefolgt von Rotbuchen und Fichten. Selten geht er auch eine Partnerschaft mit Tannen, Kiefern oder anderen Laubbäumen ein.
Man findet den Pilz besonders in Eichen-Hainbuchenwäldern wie Birken-Stieleichen- und Hainsimsen-Buchenwäldern, aber auch in Edelkastanienhainen, auf Lichtungen, an Wegrändern. Er liebt wintermilde, sonnige und im Sommer trockene Lagen. Der Täubling findet sich auf stark bis mäßig trockenen Böden, die basenarm und sauer sein sollten. Er bevorzugt dabei mäßig nährstoffreiche, vorwiegend flachgründige Sand- oder Kiesböden über Sandsteinen oder quarzreichem Urgestein.
Die Fruchtkörper erscheinen von Ende Juni bis Oktober. Der Pilz findet sich im Hügel- und im mittleren Bergland.

## Verbreitung

Europäische Länder mit Fundnachweisen des Samt-Täublings.
Legende:
Länder mit Fundmeldungen
Länder ohne Nachweise
keine Daten
außereuropäische Länder

Der Pilz kommt in Nordafrika (Marokko) und Europa und möglicherweise auch in Asien (Japan) vor. Es ist eine meridional bis temperate, ozeanisch bis subozeanische Art. Das heißt, dass der Täubling mehr im wärmeren, vom Atlantik beeinflussten, südwestlichen und westlichen Europa vorkommt.
In Deutschland scheint der Samttäubling im Norden und Osten Deutschlands ziemlich selten zu sein und lediglich gegen Westen und Südwesten, in Nordrhein-Westfalen, Rheinland-Pfalz und Baden-Württemberg, kommt er vereinzelt vor.

## Systematik

### Infragenerische Systematik
Der Samttäubling ist die Typart der Untersektion Amoeninae, die innerhalb der Sektion Heterophyllae steht. Die Täublinge dieser Untersektion haben rötliche bis violett gefärbte, meist samtig matte Hüte, die seltener auch grünlich, bräunlich oder gelblich gefärbt sein können. Sie schmecken mild und riechen zumindest im Alter krabben- bis heringsartig. Ihr Sporenpulver ist cremefarben.

## Bedeutung
Der Pilz ist essbar, sollte aber in Deutschland als Seltenheit geschont werden.